# Kabinett Deist IV
Das Kabinett Deist IV und Kabinett Deist V bildete die Landesregierung des Freistaates Anhalt 1928–1932 und bildete den 5. Landtag.
Bei den Landtagswahlen Ende Mai 1928 hatte die SPD ihre Sitze in der Landesregierung bestätigen können und konnte mit der DDP weiter die Regierung stellen. Heinrich Deist wurde erneut Ministerpräsident. Eine formale Regierungsumbildung erfolgte mit der Umbenennung der DDP in DStP im November 1930. Ernst Weber blieb aber weiterhin Staatsrat.
Das Kabinett Deist IV dauerte bis 5. Januar 1932, ab 8. Januar 1932 startete dann das Kabinett Deist V.
Bei den Wahlen Ende April 1932 gewann die NSDAP die Landtagswahlen und stellte fortan die Landesregierung.
| Kabinett Deist IV/V – 14. Juni 1928 bis 1. Januar 1932 und vom 8. Januar 1932 bis 2. Mai 1932 \| Amt \| Name \| Partei \| Zurückliegende Kabinettszugehörigkeit \| \| ----------------- \| -------------- \| ----------------- \| ----------------------------------------------------- \| \| Ministerpräsident \| Heinrich Deist \| SPD \| 8. November 1918 bis 9. Juli 1924, Kabinett Deist III \| \| Staatsrat \| Ernst Weber \| DDP, ab 1930 DStP \| Kabinett Deist II und ab Kabinett Deist III \| |                |                   |                                                       |
| Amt | Name           | Partei            | Zurückliegende Kabinettszugehörigkeit                 |
| Ministerpräsident | Heinrich Deist | SPD               | 8. November 1918 bis 9. Juli 1924, Kabinett Deist III |
| Staatsrat | Ernst Weber    | DDP, ab 1930 DStP | Kabinett Deist II und ab Kabinett Deist III           |